# 三星Galaxy A8 Star
三星Galaxy A8 Star是三星生产的中端Android智能手机，属于三星Galaxy A系列 ，它于2018年6月宣布在东南亚、韩国和中国的市場發售。 在中国，它以「三星Galaxy A9 Star」之名出售。 

## 市場
Galaxy A8 Star只於东亚市场發售，並不在西方市场出售。在印度，它仅可通过亚马逊購買，零售价为Rs34990。 

## 技术指标

### 硬件
Galaxy A8 Star具有6.3英寸1080p Super AMOLED显示屏，并由Snapdragon 660驅動 。  它具有两个24 + 16 MP后置摄像头和一个24 MP前置摄像头。  A8 Star依靠USB-C并具有3.5毫米音频插孔以及蓝牙5。生物识别选项包括后置指纹传感器和面部识别。外殼方面，A8 Star的铝制边框在手机的正面和背面均带有玻璃。 

### 软件
Galaxy A8 Star在Android Pie上运行，并使用One UI 1.1。 

## 營銷爭議
三星因使用數位單眼相機拍攝的相片来推廣A8 Star的散景效果而受到批评。